# On the Border Line
On the Border Line è un cortometraggio muto del 1912 diretto da Harry A. Pollard. Lloyd Ingraham debutta come attore in questo film, iniziando una lunghissima carriera che durerà fino al 1950. I due protagonisti, Harry A. Pollard e Margarita Fischer - marito e moglie sullo schermo - erano sposati anche nella vita reale.

## Trama
Millie, una giovane che arriva dall'Est dopo avere sposato Robert Wilson, il proprietario di un vasto ranch nel West, non riesce a condividere l'entusiasmo del marito per gli ampi spazi e la solitudine che la circonda, rimpiangendo invece la vita di città. Il marito non si accorge di tutto questo e, quando al ranch giunge, Henry Weyburn, uno straniero che si presenta con un incaricato del governo, non si rende neanche conto che il nuovo venuto sta circuendo sua moglie per farsene un'alleata, finendo per convincerla addirittura a fuggire con lui. L'uomo, in realtà, è sì un geometra, ma pagato lautamente dai vicini di Wilson, che vorrebbero impadronirsi fraudolentemente di parte dei terreni di Wilson. Prima che Weyburn parta con Millie, arriva un telegramma da parte del governo che avvisa Wilson che il geometra è un truffatore e gli viene chiesto di fermarlo. I due uomini si battono e Weyburn colpisce Wilson al braccio. Il truffatore è arrestato dallo sceriffo, nel frattempo arrivato, che se lo porta via. Adesso Millie non sogna più l'Est ma il suo amore è rivolto tutto al marito e alla sua terra.

## Produzione
Il film fu prodotto da David Horsley per la Nestor Film Company.

## Distribuzione
Distribuito dall'Universal Film Manufacturing Company, il film - un cortometraggio in una bobina - uscì nelle sale cinematografiche degli Stati Uniti il 2 settembre 1912.